# Kap Daniell
Das Kap Daniell ist der nordöstliche Ausläufer der Daniell-Halbinsel an der Borchgrevink-Küste des ostantarktischen Viktorialands. Das Kap markiert die südliche Begrenzung der Einfahrt zum Tucker Inlet.
Entdeckt wurde es am 15. Januar 1841 vom britischen Polarforscher James Clark Ross bei dessen Antarktisexpedition (1839–1843). Ross benannte das Kap nach dem britischen Physikochemiker John Frederic Daniell (1790–1845), Dozent am King’s College London.